# Clive Dunfee
Beresford Clive Dunfee (Londra, 18 giugno 1904 – Brooklands, 24 settembre 1932) è stato un pilota automobilistico britannico; membro dei "Bentley Boys" fra gli anni '20 e '30, morì in un drammatico incidente sul circuito di Brooklands.

## Biografia
Terzo di quattro figli del colonnello Vickers Dunfee e fratello minore di Jack Dunfee, anch'esso pilota automobilistico, partecipò alla 24 Ore di Le Mans del 1930, in squadra con Sammy Davis; nello stesso anno sposò Jane Baxter, celebre attrice del cinema britannico degli anni '30.
Nel 1932, i fratelli Dunfee gareggiarono nella BRDC 500 Miles Race di Brooklands, a bordo della "Old Number One" Bentley Speed Six, dotata di un motore da 8 litri. Dopo la prima parte della gara, il fratello Jack era al quarto posto quando entrò ai box. Clive prese il sopravvento e poco dopo, superando all'esterno la Bugatti di Earl Howe, condusse la vettura troppo in alto sulla curva sopraelevata. L'auto volò sopra la cima della curva, colpì un grande albero e si infilò tra i seguenti alberi, precipitando su di un sentiero sottostante. Dunfee venne sblazato fuori dall'auto e morì sul colpo; sua moglie era presente in loco.
Dopo i funerali, il corpo di Dunfee venne sepolto nel Cimitero di Putney Vale, a Londra.
La stessa Bentley guidata da Dunfee, gravemente danneggiata, è stata completamente restaurata negli anni '50 ed è ora di proprietà di un collezionista statunitense.